# Agua desionizada

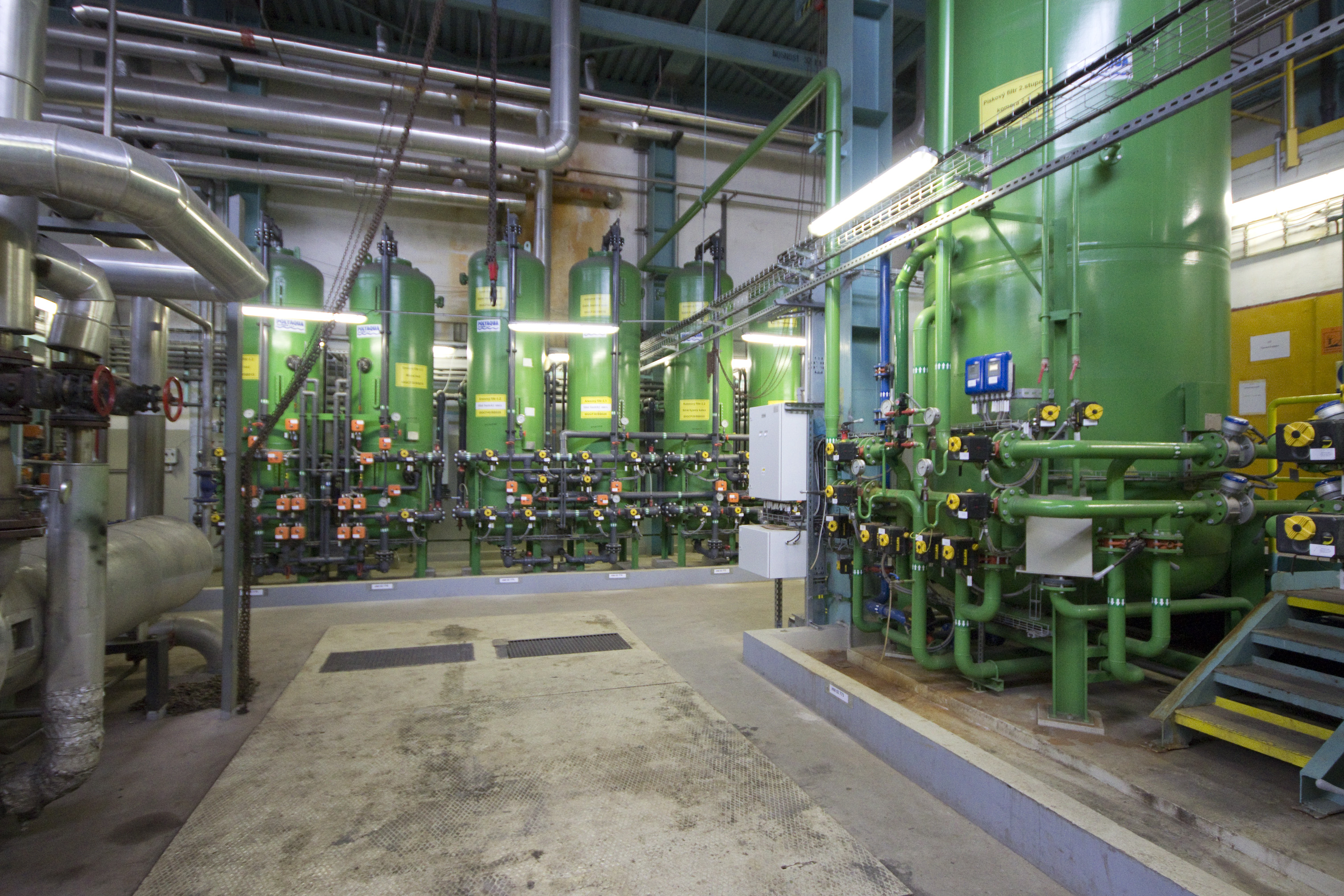
Preparación de agua desmineralizada para las calderas.

El agua desionizada o agua desmineralizada es aquella a la que se le han extraído cationes como el sodio, el calcio, el hierro, el cobre y otros, y aniones tales como el carbonato, el fluoruro, el cloruro y otros, mediante un proceso de intercambio iónico. Esto significa que al agua se le han quitado todos los iones, excepto el ion hidrógeno (H+) o, expresado con términos más rigurosos, el H3O+ y el OH-, pero puede contener pequeñas cantidades de impurezas no iónicas, como compuestos orgánicos.
Es similar al agua destilada, en el sentido de que es útil para experimentos científicos; por ejemplo, en el área de la química analítica, donde se necesitan aguas puras, libres de iones interferentes.
El agua milli Q tiene, generalmente, una resistividad de 18,2 MΩ·cm, o su inversa, la conductividad eléctrica, de 0,055 μS·cm−1.
El agua desionizada puede cambiar su pH con facilidad al ser almacenada, debido a que absorbe el CO2 atmosférico. Este, al disolverse, forma ácido carbónico, de ahí el aumento de la acidez, que puede eliminarse hirviendo el agua.
Algunas marcas para este tipo de agua en México podemos encontrar Ecopura.